# Медуза з головою Персея
Медуза з головою Персея — скульптура, створена Лучано Гарбаті в 2008 році. Статуя зображує Медузу, яка тримає меч, і голову Персея, що змінює роль у грецькій легенді. Бронзова лита версія тимчасово виставлена в Collect Pond Park, Нижній Мангеттен.
Робота була пов'язана з рухом Me Too.

## Створення та опис
Скульптура зображує оголену Медузу, яка тримає в правій руці голову Персея, а в лівій — меч. Оригінальна Медуза була виліплена з глини, а потім відлита зі смоли зі скловолокном. Висота скульптури трохи більше 2 метрів.

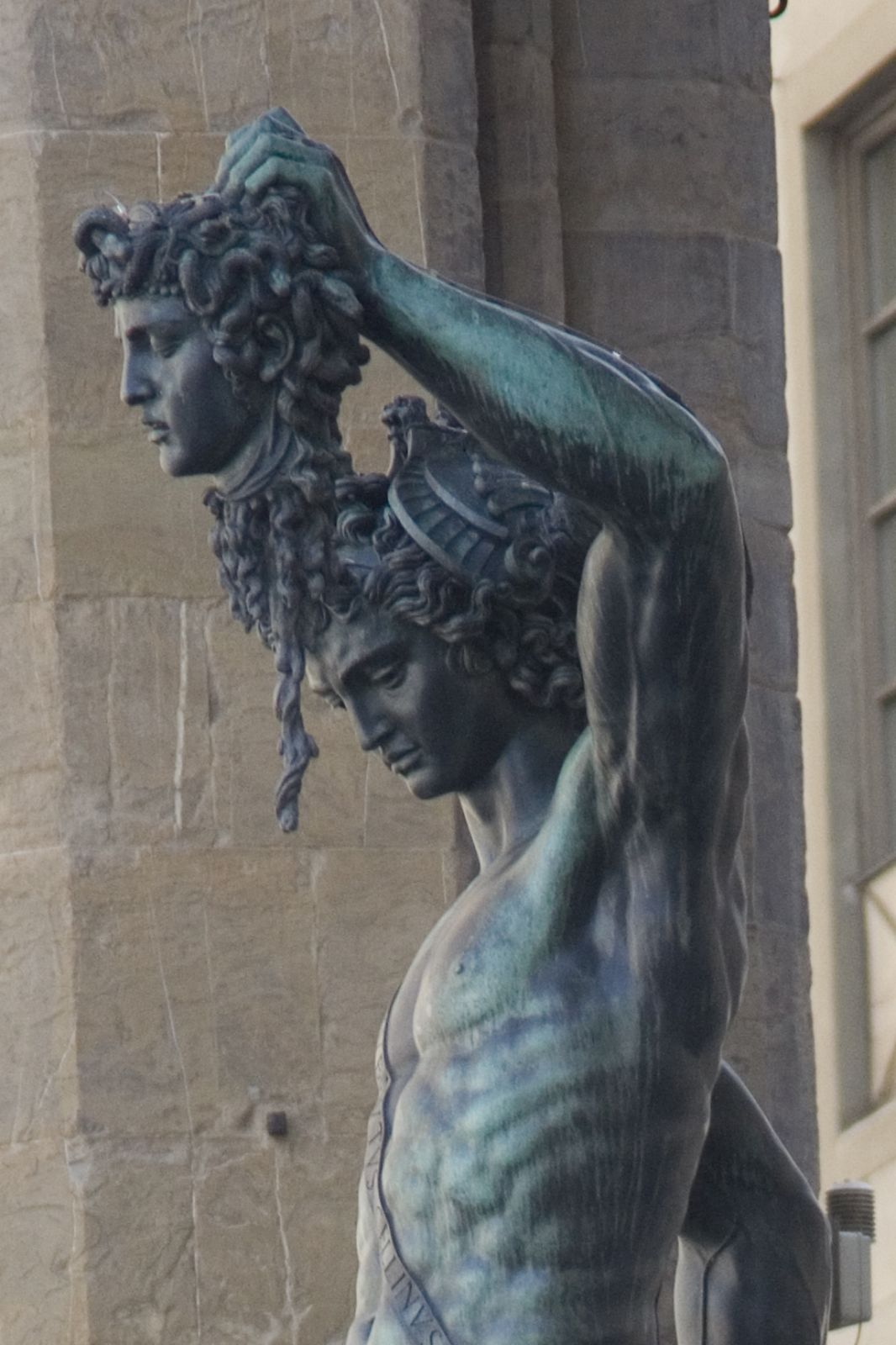
Деталь Персея з головою Медузи Бенвенуто Челліні, яка надихнула статую Гарбаті.

Гарбаті виріс у невеликому містечку поблизу Флоренції, де статуя Бенвенуто Челліні «Персей із головою Медузи» виставлена на видному місці в Лоджії Ланці на площі Синьйорії. Він захоплювався творчістю Челліні і хотів поміняти ролі оповідання. Дійсно, він поставив під сумнів характеристику Медузи як чудовиська, вказуючи на те, що в грецькому міфі вона була спочатку зґвалтована Посейдоном, потім перетворена на жахливу істоту і, нарешті, убита Персеєм. З цієї причини, окрім свого змієподібного волосся, Медуза не має жахливих рис, які приписували їй стародавні джерела (наприклад, ікла, що стирчать із її рота), але має вигляд звичайної жінки. В інтерв'ю для Quartz він провів різницю між Персеєм Челліні та його Медузою: у першому випадку Персей тріумфує, тоді як у другому Медуза рішуча і діє з метою самозахисту. Пізніше він заявив, що в той час не знав про статус Медузи як феміністської ікони.

## У Нью-Йорку

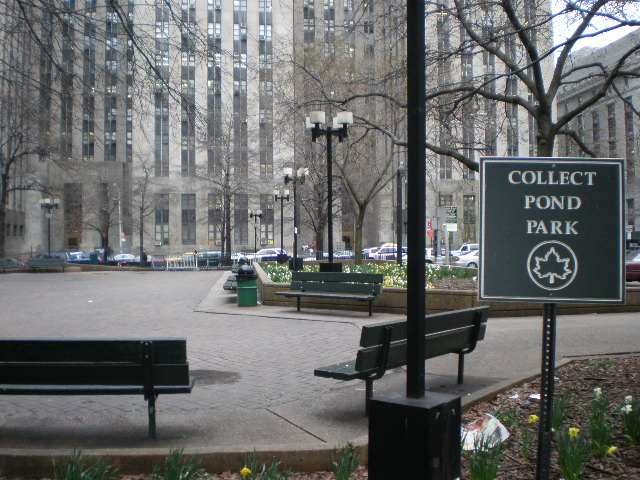
Парк Коллекст Понд, розташований у Нижньому Мангеттені. У ньому була встановлена бронзова статуя.

Фотографія Медузи з підписом «Будьте вдячні, що ми хочемо лише рівності, а не помсти» стала вірусною в соціальних мережах у 2018 році. Це зображення побачив нью-йоркський фотограф Бек Андерсен, який швидко зв'язався з анонімним меценатом. «Медуза» була центральною частиною виставки «Медуза з головою» в Бауері, яка тривала з листопада 2018 року по січень 2019 року.
Пізніше Андерсен і Гарбаті співпрацювали над заявкою на участь у програмі «Мистецтво в парках» Нью-Йорка. Бронзова копія «Медузи» була встановлена в парку Коллекст Понд, навпроти будівлі кримінального суду округу Нью-Йорк. Деякі порівнюють «Медузу» з судовим процесом у справі про сексуальне насильство проти Гарві Вайнштейна, який відбувся в кримінальному суді округу Нью-Йорк.

## Суперечки
Після встановлення бронзової версії перед будівлею суду Нью-Йорка у 2020 році скульптура та її автор стали предметом суперечок. Деякі поставили під сумнів той факт, що статую створив чоловік, вважаючи його «Медузу» кооптацією руху #MeToo, тоді як інші звинуватили роботу в європоцентризмі, вказуючи на те, що рух #MeToo заснувала афроамериканка. Деякі представники руху критикували ідеалізацію оголеного тіла Горгони та відсутність у неї лобкового волосся, на що Гарбаті відповів, що він просто покладався на класичну традицію, яка  так само показувалаі чоловіків.